# نادي ألباسيتي
نادي البسيط بالُمبي أو ألباثيتي بالومبي هو نادي كرة قدم إسباني تأسس 5 يوليو 1939 . شارك النادي في دوري الدرجة الأولى الإسباني 2 مرتين في موسمي 2004/2003 و 2005/2004 إضافة إلى مشاركاته في دوري الدرجة الثانية و كأس الملك ورغم أن النادي قديم إلا أنه لم يسبق أن حقق أي لقب .